# Червонописький Сергій Васильович
Сергі́й Васи́льович Червонопи́ський (6 липня 1957, Черкаси) — радянський військовик, український політичний і громадський діяч, генерал-лейтенант (14.02.2014). Герой України (2012).
Доктор політології..
Член СПУ (з 2005); Верховна Рада України, 1-й заступник голови Комітету у справах пенсіонерів, ветеранів та інвалідів (з 07.2006), член фракції СПУ (з 04.2006); голова Української спілки ветеранів Афганістану (з 1991); співголова Всеукраїнського об'єднання «Соціальна справедливість» (з 1997); заступник голови Міжнародного об'єднання «Бойове братство без кордонів» (з 2000); заступник голови Ради Комітету у справах воїнів-інтернаціоналістів СНД (з 1992); почесний президент Національної ліґи професіонального боксу України (з 1997); член Політради СПУ (з 2005); член Політвиконкому СПУ.

## Біографія
Народився 6 липня 1957 (м. Черкаси); українець.
Освіта: Рязанське вище повітряно-десантне училище (1978); Національна академія внутрішніх справ (1999), юрист. Докторантура МАУ.
Депутат Верховної Ради 5-го скликання з 04.2006 від СПУ, № 5 в списку. На час виборів: Голова Державного комітету України у справах ветеранів, член СПУ.
04.2002 кандидат в народні депутати України від блоку «Єдність», № 4 в списку. На час виборів: Голова Державного комітету України у справах ветеранів, член УПС-СВІЧА. 03.1998 — кандидат в народні депутати України від виборчого блоку «Трудова Україна», № 3 в списку. На час виборів: голова Комітету у справах ветеранів війни та воєнних конфліктів в іноземних державах при Кабінеті Міністрів України, член УПС.
1974 — 82 — служба в армії, учасник бойових дій в Афганістані, командир розвідроти, перший комендант Кабульського аеропорту, був поранений, став інвалідом без ніг.
1983 — 91 — завідувач відділу, секретар Черкаського міського комітету ЛКСМУ. Один з керівників руху ветеранів афганської війни.
1989 — 91 — народний депутат СРСР від ВЛКСМ, член Комітету ВР СРСР у міжнародних справах, член Комітету у справах воїнів-інтернаціоналістів. 1989 року виступив на З'їзді народних депутатів СРСР проти заяв у пресі академіка Андрія Сахарова про те, що оточених радянських солдатів в Афганістані знищували за наказом радянського командування, щоб вони не потрапили у полон. Зал влаштував овацію Червонопиському. Виступ став початком різких нападів на адресу Сахарова на З'їзді народних депутатів СРСР.
02.1992 — 96 — голова, Комітет ветеранів війни в Афганістані та військових конфліктів в іноземних країнах при Президентові України.
02.1997 — 01.2000 — голова, Комітет у справах ветеранів війни та військових конфліктів в іноземних державах при КМ України.
10 січня 2000 — 27 грудня 05 — Голова, Державний комітет України у справах ветеранів.
З 06.1997 — голова Української партії справедливості (УПС; з 03.2001 — Українська партія справедливості — Союз ветеранів, інвалідів, чорнобильців, афганців (УПС-СВІЧА).
Голова Міжнародного об'єднання «Бойове братство без кордонів» (1998—2000); голова Української партії справедливості — Союзу ветеранів, інвалідів, чорнобильців, афганців (УПС-СВІЧА) (06.1997 — 2005).
03.1994 — кандидат у народні депутати України, Соснівський виборчий округ № 419, Черкаської області, висунутий трудовим колективом, 1-й тур — 13.23 %, 2 місце з 20 претендентів; 2-й тур — 44.30 %, 1 місце з 2 претендентів.
Державний службовець 1-го рангу (12.1999). Генерал-майор (02.1999).
2009 в інтерв'ю BBC заявив, що вважає розвал Радянського Союзу великою помилкою, хоча як громадянин і колишній військовий України підтримую те, що вирішив народ на референдумі.
2009 року підписав Угоду про співпрацю та партнерство Української спілки ветеранів Афганістану з Партією регіонів. У 2011 році після протестів ветеранів Афганської війни проти урізання пільг, підписав Меморандум з владою, що викликало розкол серед «афганців». Наступного року Президент України Віктор Янукович присвоїв Червонопиському звання Героя України.

### Нагороди
- Ордени Червоної Зірки (1980, 1981). Орден «Дружби» (1999, РФ), орден «Пошани» (1999, Республіка Білорусь). 10 медалей. Почесні Грамоти Президій ВР СРСР і УРСР.
- Почесна грамота Кабінету Міністрів України (1998)[6]
- Відзнака «Іменна вогнепальна зброя» (1999)[7]
- Орден Данила Галицького (2003)[8]
- Орден Богдана Хмельницького III ст. (1997)[9]
- Орден князя Ярослава Мудрого V ст. (2007)[10] — відмовився від нагороди
- Звання Герой України з врученням ордена Держави (24 серпня 2012) — за визначні особисті заслуги перед Україною у реалізації державної політики у сфері соціального захисту ветеранів, багаторічну плідну громадську діяльність[11]
- Відзнака МВС України «Хрест Слави»[12]

## Афганська кампанія
Воював у складі 350-го полку 103-ї Вітебської гвардійської повітряно-десантної дивізії. 
| Нас підняли по тривозі й кинули туди. Поставили задачу захопити летовища Кабула, Баграма. Поприймали участь, так би мовити, у «відновленні влади» Бабрака Кармаля, якого радянські спецслужби привезли і поставили на чолі країни. Я був першим комендантом Кабульського аеропорту. Ну а потім воював, як всі…[2]. |

## Особисте життя
Одружений; має сина та дочку. Дружина Наталія
Захоплення: мисливство, рибальство, спорт.